# ルイス・マイリー
ルイス・マイリー（Lewis Miley, 2006年5月1日 - ）は、イングランドのスタンリー出身のプロサッカー選手。プレミアリーグのニューカッスル・ユナイテッドFC所属。イングランド代表。ポジションはミッドフィールダー。

## 経歴

### ニューカッスル・ユナイテッドFC
2013年に7歳でニューカッスル・ユナイテッドFCのユースアカデミーに加入した。

#### 2022-23シーズン
2022年、アル・ヒラルとの親善試合に出場してプロデビュー。11月にはクラブで最も成長した若手選手に贈られるジャック・ヒクソン賞を受賞した。
2023年5月にニューカッスルとプロ契約を結んだ。同月28日のチェルシーFC戦にて、クラブ史上最年少でプレミアリーグのリーグ戦に出場した。

#### 2023-24シーズン
2023年9月27日、EFLカップ3回戦のチェルシー戦でプロ初先発出場した。11月7日にはUEFAチャンピオンズリーグのボルシア・ドルトムント戦に出場。17歳191日でのチャンピオンズリーグ出場は、ニューカッスルでは史上最年少であった。同月11日のAFCボーンマス戦でリーグ戦初先発出場した。
11月25日のチェルシー戦で、ニューカッスル史上最年少となる17歳208日でのアシストを記録した。3日後、チャンピオンズリーグのパリ・サンジェルマンFC戦で初先発出場。チャンピオンズリーグでの先発出場は、イングランド人ではジュード・ベリンガム、フィル・フォーデンに次いで史上3番目の若さであった。
クラブに怪我人が相次いでいたこともあり、11月から先発に定着した。
12月13日、チャンピオンズリーグのグループステージのACミラン戦にて、イングランドの選手としては史上最年少となる17歳226日でアシストを記録した。3日後、フラムFCとのリーグ戦で初得点を記録した。
2024年1月29日にニューカッスルと長期間の契約延長に合意した。規模や期間は明らかになっていない。

## 代表歴
2022年にU-17イングランド代表に初選出された。
2023年にはUEFA U-17欧州選手権の予選にイングランド代表で出場した。本選のメンバーにも選出されていたが、トップチームでの試合に集中させたいニューカッスルの意向により辞退した。

## 個人成績
| クラブ                         | シーズン | リーグ         | リーグ戦 | リーグ戦 | カップ戦 | カップ戦 | リーグ杯 | リーグ杯 | 国際大会 | 国際大会 | 合計 | 合計 |
| クラブ                         | シーズン | リーグ         | 出場     | 得点     | 出場     | 得点     | 出場     | 得点     | 出場     | 得点     | 出場 | 得点 |
| ------------------------------ | -------- | -------------- | -------- | -------- | -------- | -------- | -------- | -------- | -------- | -------- | ---- | ---- |
| ニューカッスル・ユナイテッドFC | 2022-23  | プレミアリーグ | 1        | 0        | -        | -        | -        | -        | -        | -        | 1    | 0    |
| ニューカッスル・ユナイテッドFC | 通算     | 通算           | 1        | 0        | -        | -        | -        | -        | -        | -        | 1    | 0    |
| 総通算                         | 総通算   | 総通算         | 1        | 0        | -        | -        | -        | -        | -        | -        | 1    | 0    |